# The Death of the Incredible Hulk
The Death of the Incredible Hulk is een Amerikaanse televisiefilm uit 1990 gebaseerd op het Marvel Comics strippersonage Hulk. De film is de derde en laatste televisiefilm gemaakt naar aanleiding van de live-actiontelevisieserie over de Hulk.
Bill Bixby vertolkte in deze film wederom de rol van Dr. David Bruce Banner, en Lou Ferrigno die van de Hulk.

## Verhaal
12 jaar zijn verstreken sinds het ongeluk dat Banner in de Hulk veranderde en hem dwong om op de vlucht te slaan. Nu lijkt er eindelijk genezing mogelijk: de wetenschapper Dr. Ronald Pratt wil hem helpen.
Tegelijk wordt Banner verliefd op een Oost-Europese spionne. Zij heeft het voorzien op Dr. Pratt omdat ze vermoedt dat hij aan een geheime formule werkt voor het maken van supersoldaten.
Uiteindelijk redt Banner twee ontvoerde wetenschappers, maar komt zelf aan zijn einde wanneer hij uit een vliegtuig valt.

## Rolverdeling
| Acteur           | Personage              |
| ---------------- | ---------------------- |
| Bill Bixby       | Dr. David Bruce Banner |
| Lou Ferrigno     | de Hulk                |
| Elizabeth Gracen | Jasmin                 |
| Philip Sterling  | Dr. Ronald Pratt       |
| Barbara Tarbuck  | Amy Pratt              |
| Anna Kattarina   | Bella/Voshenko         |
| John Nova        | Zed                    |
| Andreas Katsulas | Kasha                  |
| Chilton Crane    | Betty                  |

## Achtergrond
Van de drie Hulk televisiefilms was deze qua special effects en actie het avontuurlijkst.
Ondanks de dood van de Hulk aan het einde van de film stonden er nog meer televisiefilms op de planning. Zo zouden er films komen die moesten dienen als pilot voor een She-Hulk en Iron Man televisieserie. Verder waren er plannen voor een film met o.a. de cast van de 1977-1979 live-action Spider-Man serie. Al deze projecten gingen niet door omdat Bill Bixby stierf aan de gevolgen van kanker in november 1993.